# Susanne Hoffmann (Politikerin)

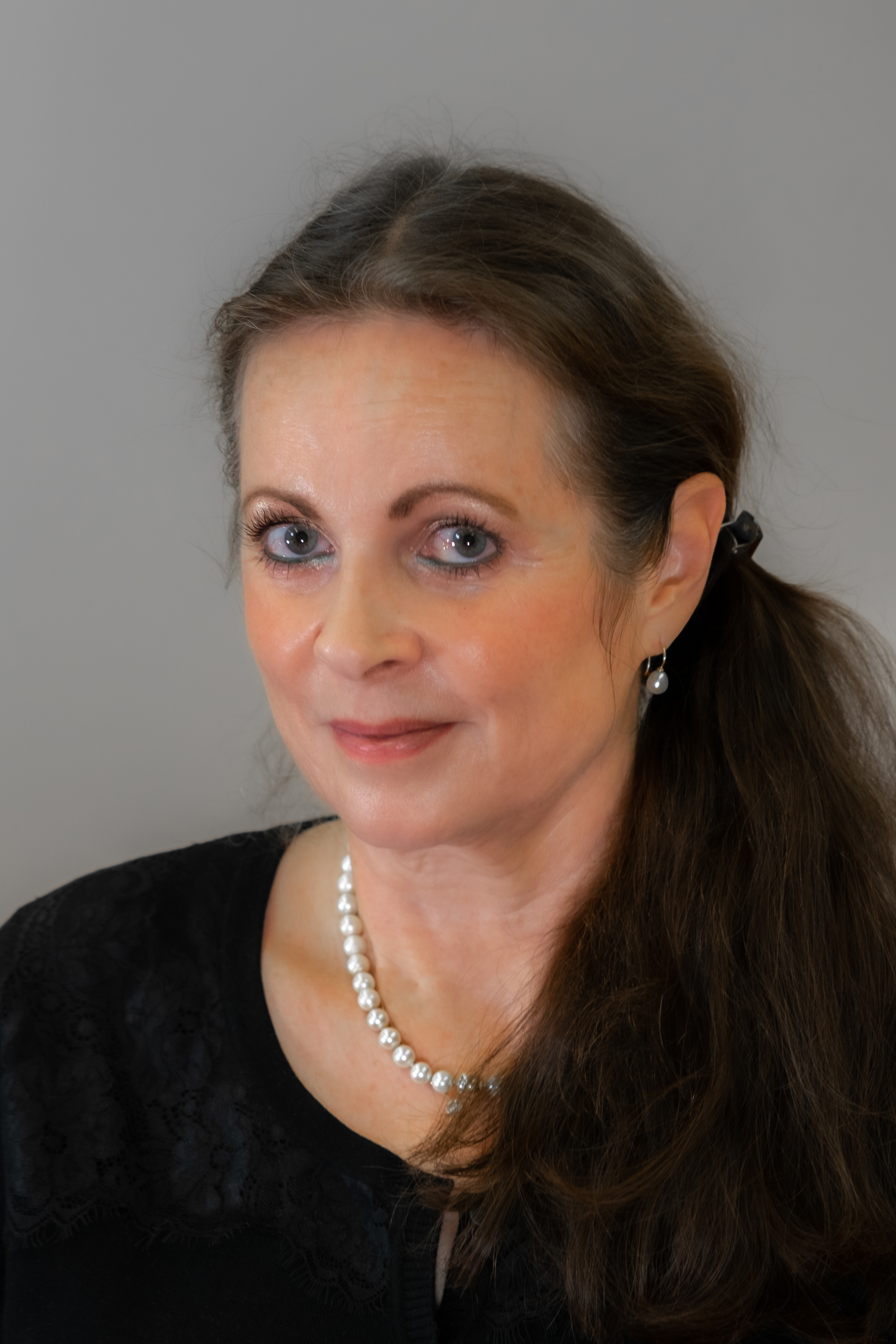
Susanne Hoffmann 2020

Susanne Hoffmann (* 2. Februar 1960 in West-Berlin) ist eine deutsche Verwaltungsjuristin und Politikerin (CDU). Sie war von Juni bis November 2019 Generalstaatsanwältin und von November 2019 bis Dezember 2024 Ministerin der Justiz des Landes Brandenburg. Seit Juli 2025 ist sie Staatssekretärin für Zentrales und Verbraucherschutz in der Berliner Senatsverwaltung für Justiz und Verbraucherschutz.

## Leben
Hoffmann absolvierte von 1978 bis 1984 ein Studium der Rechtswissenschaft an der FU Berlin. Nach Ablegung beider juristischer Staatsexamina war sie ab Dezember 1987 als Staatsanwältin bei der Staatsanwaltschaft Berlin tätig und dort unter anderem für umfangreiche Verfahren aus dem Bereich der organisierten Kriminalität zuständig. Im März 1993 wurde sie an die Staatsanwaltschaft beim Berliner Kammergericht abgeordnet und dort im Juli 1995 zur Oberstaatsanwältin befördert. Ab April 2000 war sie Referatsleiterin und stellvertretende Abteilungsleiterin in der Strafrechtsabteilung der Berliner Senatsverwaltung für Justiz.
Im November 2005 wechselte Hoffmann zur Generalstaatsanwaltschaft des Landes Brandenburg, wurde zur Leitenden Oberstaatsanwältin befördert und fungierte als Abteilungsleiterin und ständige Vertreterin des Generalstaatsanwaltes. Von September 2008 bis Juni 2019 leitete sie diverse Abteilungen des Ministeriums der Justiz und für Europa und Verbraucherschutz des Landes Brandenburg, zuletzt hatte sie als Leiterin der Abteilung für Öffentliches Recht, Privatrecht und Strafrecht die Fachaufsicht über alle Staatsanwaltschaften Brandenburgs. Vom 17. Juni bis zum 20. November 2019 war sie als Nachfolgerin von Erardo Rautenberg Generalstaatsanwältin des Landes Brandenburg.
Am 20. November 2019 wurde Hoffmann auf Vorschlag der CDU, der sie später auch beitrat, als Justizministerin in die von Ministerpräsident Dietmar Woidke geführte Landesregierung berufen. Mit der Bildung des Kabinetts Woidke IV am 11. Dezember 2024 schied sie aus dem Ministeramt aus.
Am 1. Juli 2025 wurde Hoffmann zur Staatssekretärin für Zentrales und Verbraucherschutz in der Berliner Senatsverwaltung für Justiz und Verbraucherschutz ernannt.

## Positionen, Regierungsarbeit und Kritik
Im Februar 2022 befürwortete Hoffmann die Nutzung von zur Kontaktpersonennachverfolgung im Zuge der Covid-19-Pandemie mit der Luca-App erhobenen Kontaktdaten zur Strafverfolgung. Nach Angaben des Polizeipräsidiums Potsdam besteht eine Regelung zur Nutzung der Kontaktdaten für diesen Zweck schon seit dem 1. September 2020. Aus Sicht des Bundesjustizministeriums, der Landesdatenschutzbeauftragten und der meisten Bundesländer ist die Nutzung der Kontaktdaten zur Strafverfolgung rechtswidrig.
Mit der Einrichtung einer Zentralstelle zur Bekämpfung von Hasskriminalität im Juli 2021 wurde der Kampf gegen politisch motivierte Straftaten in Form von Hate-Speech und Hassgewalt weiter verstärkt. Die bei der Generalstaatsanwaltschaft des Landes Brandenburg angesiedelte Zentralstelle gewährleistet eine effektive Zusammenarbeit mit den verschiedenen Bundes- und Landesbehörden. Des Weiteren soll sie den Informationsaustausch mit zivilgesellschaftlichen Institutionen pflegen. In besonders herausragenden Fällen übernimmt die Zentralstelle unmittelbar die Führung der Verfahren. Im Mai 2024 ist bei der Zentralstelle ein neues Online-Meldeportal für Amts- und Mandatsträger, die Opfer von Hass und Hetze geworden sind, gestartet. Das Meldeportal erleichtert Verantwortungsträgern auf allen Ebenen des Landes, bei Anfeindungen, Bedrohungen und Beleidigungen im Internet Strafanzeige zu erstatten und Beweise zu sichern.
In der Arbeitsgerichtsbarkeit wurde zum 1. Januar 2023 eine wichtige Strukturreform zur Sicherung der Funktionsfähigkeit der Arbeitsgerichte durchgeführt. In Umsetzung eines vom Landtag Brandenburg beschlossenen Gesetzes zur Arbeitsgerichtsreform wurden mit Ablauf des 31. Dezember 2022 die Arbeitsgerichte Eberswalde und Potsdam aufgehoben und die Arbeitsgerichtsbezirke neu geordnet. Von der Strukturreform betroffen waren sieben Richterinnen und Richter. Mit fünf dieser sieben betroffenen Richterinnen und Richtern sowie zehn weiteren betroffenen Mitarbeiterinnen und Mitarbeiter des gehobenen und mittleren Dienstes konnten einvernehmliche Lösungen erreicht werden. Von dem aufgehobenen Arbeitsgericht Potsdam wurden drei Richter an das Arbeitsgericht Brandenburg a.d.H. und eine Richterin an das Arbeitsgericht Neuruppin versetzt. Von dem aufgehobenen Arbeitsgericht Eberswalde wurde eine Richterin an das Arbeitsgericht Brandenburg a.d.H. versetzt. Gegen die Versetzung an andere Arbeitsgerichte (Neuruppin, Cottbus) wehrten sich im Januar 2023 zwei Arbeitsrichter aus Eberswalde, auch aus Gründen von Lebensalter und Familienwohnort. Eine Versetzung an ein Amtsgericht lehnten sie auf Grund ihres Alters und des eine umfangreiche Einarbeitung erfordernden Rechtsgebietes in der verbleibenden Dienstzeit ab. Wegen Nichtbeteiligung des Richterwahlausschusses des Landtages bekamen sie von den Dienstgerichten des Landes für ihren Widerspruch Recht. Sie wurden im Anschluss ihres Amtes enthoben, um die gesetzlichen Voraussetzungen für eine zukünftige Zuweisung an ein anderes Gericht zu schaffen. In dem 12-seitigen Amtsenthebungsschreiben vom 29. März 2023 für den einen, 62-jährigen, seit 1992 als Arbeitsrichter tätigen Richter heißt es: „Hinzu kommt, dass Sie in der ehemaligen DDR studiert und damit Ihre Ausbildung in einer Rechtsordnung absolviert haben, in der für die Rechtsgebiete der ordentlichen Gerichtsbarkeit Rechtsgrundsätze und Regelungen galten, die sich erheblich vom heute geltenden Recht unterscheiden.“ Weiterhin stützte sich die Amtsenthebung auf die Annahme, dass mit Verweis auf die Ost-Biografie die fachliche Eignung für eine Richtertätigkeit außerhalb der Arbeitsgerichtsbarkeit fehle.
Dieses Schreiben löste im Landtag Empörung und Kopfschütteln aus. Die Oppositionsparteien Die Linke und BVB / Freie Wähler forderten nach diesem Griff in die „ideologische Mottenkiste“ von Ministerpräsident Dietmar Woidke (SPD) die Entlassung der verantwortlichen Ministerin. Auch der Anwalt des Richters, der frühere SPD-Staatssekretär im Innenministerium und danach Chef der Staatskanzlei Rudolf Zeeb, übte scharfe Kritik. Im September 2023 bzw. März 2024 erfolgte die Zuweisung der beiden Arbeitsrichter an das Arbeitsgericht Frankfurt (Oder).
Im Juni 2023 reagierte die Organisation Neue Richtervereinigung (NRV) scharf auf die Ankündigung der brandenburgischen Justizverwaltung, dem Landessprecher der NRV wegen einer kritischen Äußerung gegen Hoffmann einen Verweis zu erteilen. Die NRV weist darauf hin, dass der Europäische Gerichtshof „die richterliche Unabhängigkeit schon beeinträchtigt sieht, wenn für Richter*innen allein die Aussicht darauf besteht, dass sie politischer Kontrolle, Druck oder Einschüchterung unterliegen und aus politischen Gründen einem Disziplinarverfahren unterzogen werden“. Mit der Ankündigung zum disziplinarischen Verweis, so die Richtervereinigung, verstoße Hoffmann gegen die Unabhängigkeit der Justiz.